# Jan Björklund
Pour les articles homonymes, voir Björklund.
Jan Arne Björklund (né le 18 avril 1962) est un homme politique suédois, dirigeant du parti Les Libéraux de 2007 à 2019, vice-Premier ministre de 2010 à 2014 et ministre de l'Éducation de 2007 à 2014 des gouvernements Reinfeldt.

## Biographie
Ministre de l’Éducation, il fait modifier en 2011 le programme général d’enseignement afin d'y faire inscrire que l’une des missions de l’école est « d’aider les élèves à développer une approche favorisant l’entrepreneuriat ».
En 2020, il participe à la 15e saison de Let's Dance, la version suédoise de Danse avec les stars.
Depuis septembre 2020, Jan Björklund est ambassadeur de la Suède en Italie.